# Aoife Coughlan
Aoife Coughlan (13 ottobre 1995) è una judoka australiana.

## Palmarès
- Campionati oceaniani

Cairns 2012: argento nei 63 kg;
Apia 2013: argento nei 63 kg;
Nouvelle 2015: bronzo nei 70 kg;
Canberra 2016: argento nei 70 kg;
Tonga 2017: oro nei 70 kg;
Noumea 2018: oro nei 70 kg.
- Campionati asiatico-pacifici

Fujairah 2019: bronzo nei 70 kg.